# Конфлікт між Киргизстаном та Таджикистаном (2022)
Конфлікт між Киргизстаном та Таджикистаном (2022) — збройні зіткнення між військовими Таджикистану та Киргизстану, які тривали з 14 по 19 вересня 2022 року.

## Передісторія
Між Таджикистаном та Киргизстаном, які мають спільний кордон завдовжки 970 кілометрів, регулярно спалахують бойові дії. Спірною територією є Баткенська область Киргизстану. 

## Хід подій
Перше зіткнення сталося вранці 14 вересня. Сторони конфлікту давали різні версії події. Киргизстан повідомив про перестрілку у Булак-Башинському районі Баткенської області. Перестрілка почалася через те, що таджицький прикордонний підрозділ зайняв бойові позиції на ділянці кордону, порушуючи раніше досягнуті домовленості. У відповідь на вимоги покинути територію, вони відкрили вогонь, в тому числі з мінометів. При цьому Таджикистан звинуватив киргизьких прикордонників, які обстріляли його прикордонну заставу без видимої причини, у провокації. Пізніше протягом дня надійшло повідомлення про ще дві сутички – на прикордонній заставі Дастук у районі Как-Сай та на прикордонній заставі Самаркандек у районі Паски-Арік Баткенського району. У перший день зіткнень розпочалися переговори на рівні місцевих адміністрацій – керівництва Баткенської області Киргизстану та Согдійської області Таджикистану. До них приєдналися представники прикордонних служб та інших силових структур. Сторони домовилися про виведення військ у пункти постійної дислокації, а також про створення пунктів спільного управління та призначення відповідальних осіб з числа керівників правоохоронних органів двох країн. Проте надвечір перемир'я було порушено новим обстрілом. З населених пунктів Самаркандек та Кактош Баткенського району з автоматичної зброї провадився обстріл прикордонних районів Таджикистану. Також постраждали населені пункти Багістон та Лакон. Киргизькі села Кулунду та Жани-Жер були обстріляні з таджицьких позицій. Під обстріл потрапили інші населені пункти, такі як Екі-Таш, Чірдоба, Кум-Мазар, Максат і Орта-Боз. Прикордонна служба Киргизстану повідомила, що противник зайняв будівлю школи у селі Дастук. Вранці 17 вересня, за даними таджицьких силовиків, киргизькі війська обстріляли прикордонну заставу біля Ісфари. Також повідомлялося про використання ними ударних дронів. Таджицька сторона застосувала проти противника танки, бронетехніку та реактивні системи залпового вогню «Град». На цьому тлі в Баткенській області було запроваджено надзвичайний стан. Влада Киргизстану розпочала евакуацію населення і за короткий час вивезла не менше 136 тисяч осіб. У Державному комітеті національної безпеки (КНБ) Таджикистану заявили, що противник зміцнив свої бойові позиції та перекинув до прикордонних районів додаткові сили.

## Участь інших органів у конфлікті
Вранці 16 вересня місцеві сили МВС були підняті по тривозі в результаті обстрілу Баткена, і були прийняті як задіяні сили. Для прикриття та відходу місцевого населення із міста і для організації підходу нового резерву до кордону.
Так само вранці 16 вересня сили МНС та медичної допомоги були організовані для допомоги та реорганізації місцевого населення. Повідомляли про вихід із міста, та евакуацію. Надавали медичну допомогу.

## Реакція
Генсек ООН Антоніу Гутерреш, прес-служба секретаря ОДКБ, МЗС Росії і МЗС Білорусі виступили із заявами, в яких висловили стурбованість конфліктом і підтвердили свою відданість мирному врегулюванню.
17 вересня від жителів і влади столиці, в Баткенську область відправили 107 тонн гуманітарної допомоги в Бішкек, наступного дня — 50[джерело?].